# Zwickau
Zwickau (pronunciat /ˈt͡svɪkaʊ̯/) és una ciutat de l'estat de Saxònia, situada en una vall al peu de les muntanyes Metal·líferes, a l'est d'Alemanya. El 2013, tenia 91.564 habitants.

## Economia
Zwickau és coneguda per ser la ciutat on es fundà la marca automobilística Audi, el 1909.

## Personalitats lligades
- Robert Schumann (1810-1856), pianista i compositor
- Max Pechstein (1881-1955), pintor expressionista i grafista
- Jürgen Croy (1946-), futbolista

## Ciutats agermanades
Zwickau està agermanada amb:
- Jablonec nad Nisou, República Txeca
- Zaanstad, Països Baixos
- Dortmund, Alemanya